# Groß Särchen
Groß Särchen (Oppersorbisch: Wulke Ždźary) is een plaats in de Duitse gemeente Lohsa, deelstaat Saksen, en telt 1.227 inwoners (2006).

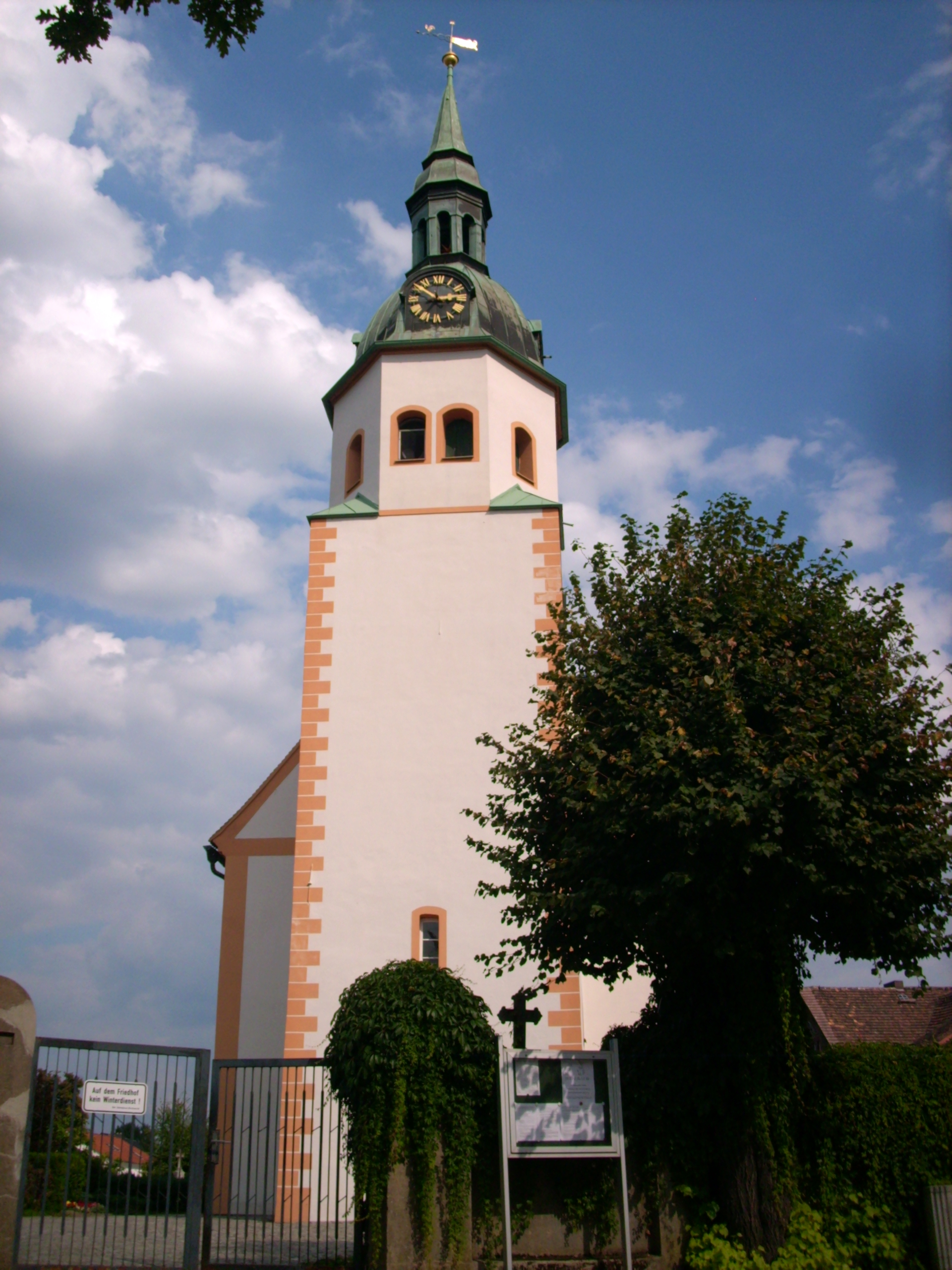
Kerk in Groß Särchen
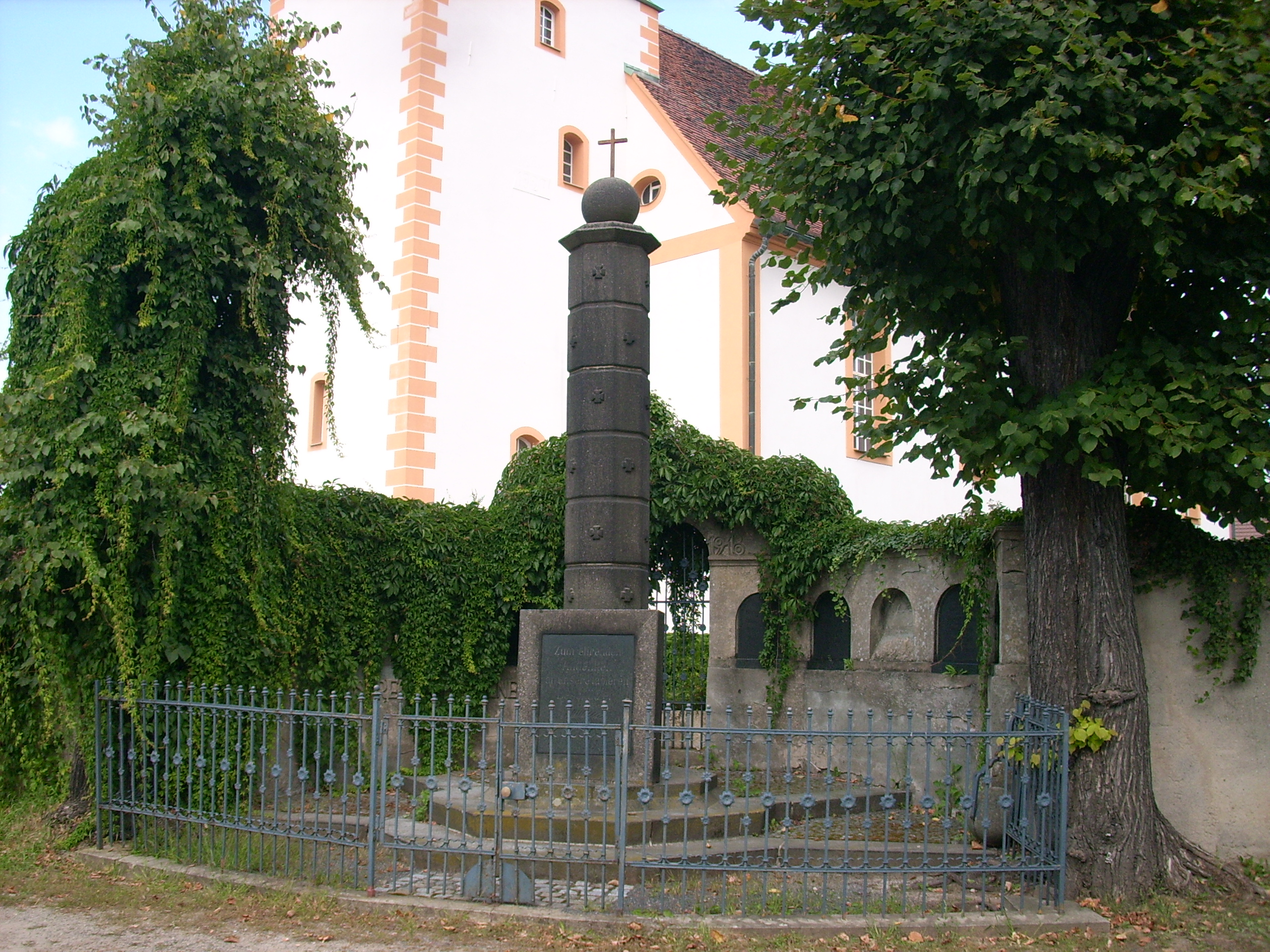
Monument
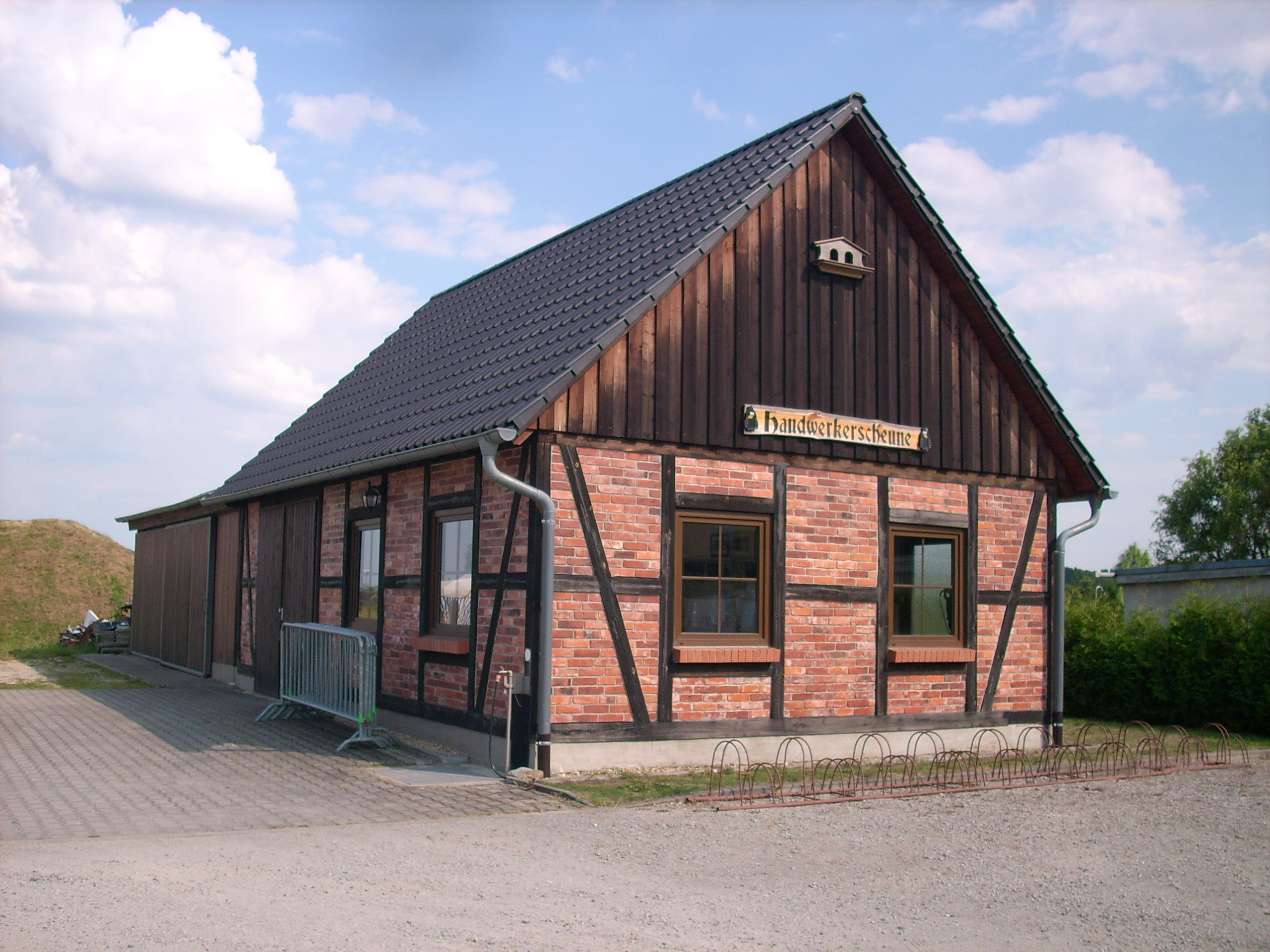
Ambachthuis
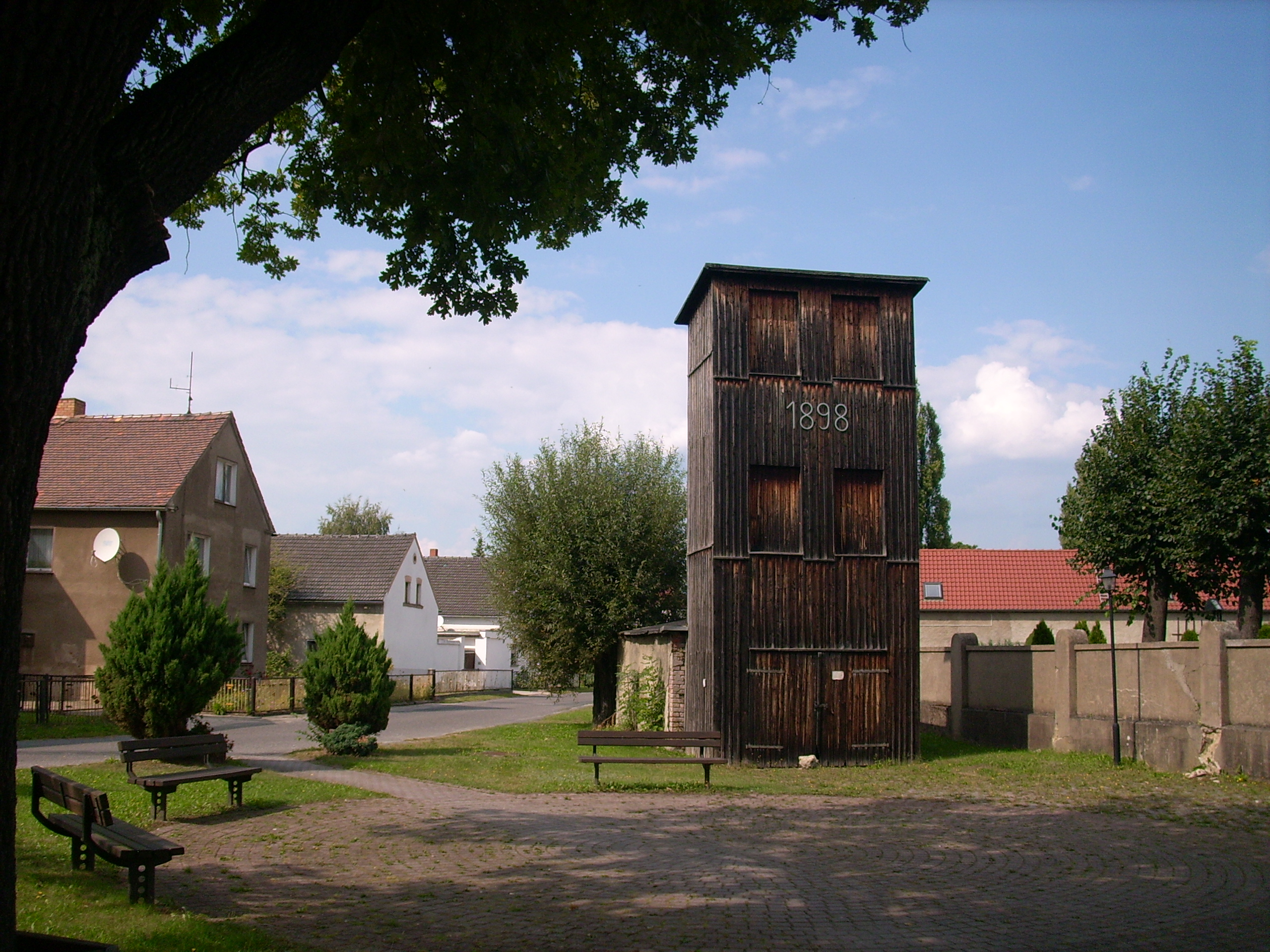
Groß Särchen
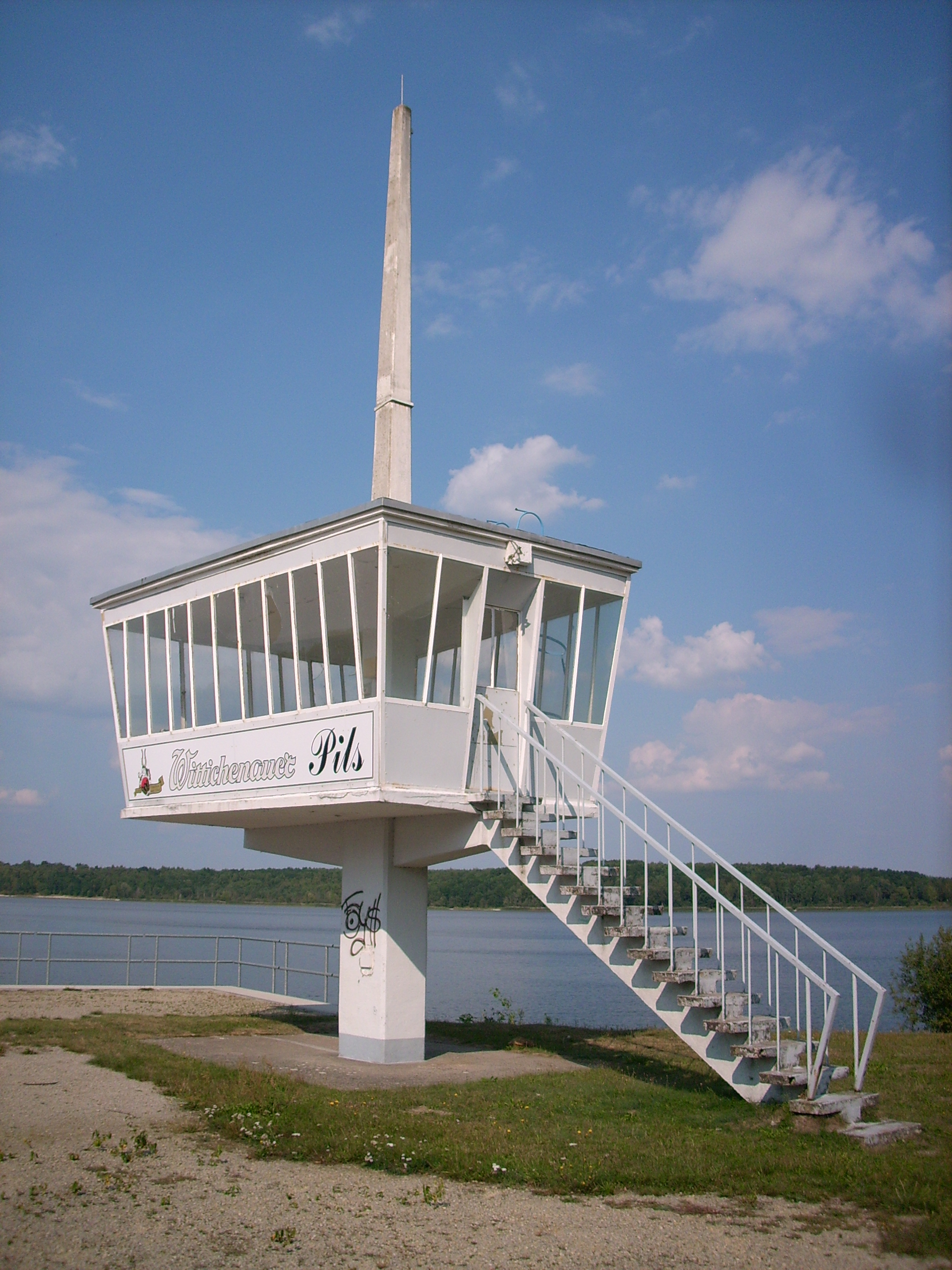
Regattatoren aan de Knappensee bij Groß Särchen